# 地獄谷PONTA
地獄谷PONTA（じごくだにポンタ、1972年3月28日 - ）は、日本の覆面レスラー。

## 経歴
- 2007年12月23日、信州プロレスリング上田創造館大会で森本真也とタッグを組んで対黒ひげ危機散髪&武蔵身定食組戦でデビュー[1]。

## 得意技
オーバーフロースプラッシュ

## タイトル歴
- SWF認定世界ヘビー級王座（第9代）

## 入場曲
- いい湯だな（ザ・ドリフターズ）